# 石塚公昭
石塚 公昭（いしづか きみあき、1957年2月6日 - ）は、日本の人形作家、写真家。

## プロフィール
- 1957年 - 東京に生れる。
- 1977年 - 東京クラフトデザイン研究所陶磁器科を卒業。
- 1977～79年 - 岐阜県瑞浪市、茨城県高萩市にて製陶業に従事。
- 1980年 - 人形制作を開始。
- 1982～84年 - 初めての個展『ブルースする人形展』を開催。
- 1991年 - 廃れた写真の古典技法、オイルプリントの制作開始。
- 1996年 - 人形の写真撮影を開始。
- 1996年 - 作家・文士シリーズの制作開始。
- 2005年 - 初めての作品集『乱歩 夜の夢こそまこと』（パロル舎刊）を出版。
- 2007年 - 2作目の作品集『Object Glass 12』（風濤社刊）を出版。

- 2007年~2009年　都営地下鉄のフリーペーパー中央公論Ａdagio（東京都交通局）の表紙を担当
- タウン誌深川でエッセイ「明日できること今日はせず」を連載中

## 人形について
1980年に最初のシリーズである黒人ジャズ・ブルースミュージシャンの人形制作を開始。ブラインド・レモン・ジェファーソン、マイルス・デイヴィス、ロバート・ジョンソン、リー・モーガン、チャーリー・パーカー、トミー・ジョンソン、ジョン・コルトレーン、カウント・ベイシー、セロニアス・モンク、ウェス・モンゴメリー、バド・パウエルなどを制作した。ミュージシャンではないが、マルコムXの人形も制作している。
1996年より第2シリーズである日本人作家の人形制作を開始。最初に制作したのは澁澤龍彦である。その後、永井荷風、稲垣足穂、寺山修司、谷崎潤一郎、泉鏡花、村山槐多、江戸川乱歩 、夢野久作、中井英夫、三島由紀夫と、幻想文学作家を中心に制作。江戸川乱歩に関しては2005年に『乱歩 夜の夢こそまこと』（パロル舎刊）という、乱歩作品を独自の世界感で再構築した写真集を出版した。
また第2シリーズを制作中に、ジャン・コクトー、セルゲイ・ディアギレフ、ヴァーツラフ・ニジンスキーを制作。この人形たちは、作家シリーズ後に始まる予定の、1920年代のヨーロッパで一世を風靡したバレエ・リュス・シリーズへとつながることになる。

## 写真について
石塚は、制作した人形を実景の中に置いたり、実際の人物を配して撮影している。それは単なる肖像写真ではない。殊に作家シリーズにおいては、作家が自身の作品世界の中に存在するという、ある種の“入れ子”的構造を有している。写真という媒体を通すことによって人形のリアルさは増すが、逆に現実には在り得ない世界が創造されるのである。また石塚は、オイルプリントという廃れた古典技法を復活させ、銀塩写真では出すことのできない風合いのプリントを制作している。

## 展覧会歴、その他
1982年 - 1984年
- 『ブルースする人形展』 ギャラリーアメリア、池袋東急ハンズ、京都・河原町ビブレ、北青山ギャラリーストーンウェル

1985年
- 『第1回人形達展』（招待出品） 銀座プランタン
- 『東京ファッションウィーク』（ゲストコーナー） 池袋サンシャインシティ
- 『ブルースする人形展』（オープニングイベント） 岡山ZAPギャラリー

1986年
- 『アフターアワーズ展』 西武シード館WAVE

1987年
- 『アフターアワーズ』 牧神画廊

1989年
- 『アフターアワーズ』 渋谷西武B館

1990年
- 『現代創作作家20人展』 銀座プランタン
- 『石塚公昭人形展』 関内セルテ

1993年・1996年
- 『石塚公昭人形と写真展』 BLUE NOTE TOKYO

1996年
- 『ジャズ・ブルース人形と写真展』 SPACE YUI

1997年
- 『夜の夢こそまこと展』 Gallery e'f

1998年
- 『人形写真展』 Gallery 360°

1999年
- 『ONE DAY ONE SHOW』（オイルプリント初出品） FREE SPACE3
- 写真作品収蔵（江戸川乱歩） 三重県名張市立図書館
- 『永井荷風展』 神奈川近代文学館
- 『石塚公昭人形展』 大崎ゲートシティー
- 『現代作家五人展』 日立シヴィックセンター

2000年
- 『泉鏡花と深川展』 江東区古石場文化センター
- 『ピクトリアリズム展』（オイルプリント） スペース空木
- 『イメージの中の文士たち』 ガレリアセルテ

2001年
- 『コクトーナイト』 スイート・ベイジル
- 『オイルプリント展』 ロイドギャラリー

2002年
- 『石塚公昭写真展』 江東区東大島文化センター
- 『石塚公昭個展』（コクトー、ニジンスキー、ディアギレフ） アートスペース美蕾樹
- オイルプリントワークショップ（及び作品展示） 京都造形芸術大学

2003年
- 『私の劇場 3』 ギャラリー北村
- 『オイルプリント展』 Prinz
- 『夢の続き展』（ランドマーク10周年記念） 横浜ランドマークプラザ

2004年
- 『虚無への供物 中井英夫に捧げるオマージュ展』 ギャラリー・オキュルス
- 『永井荷風－荷風が生きた市川－』 市川市文化会館
- 『たてもの園・作家のいる風景』 江戸東京たてもの園
- 『地下室の古書展』 東京古書会館

2005年
- 『乱歩 夜の夢こそまこと 出版記念ライブ』 JZ・Brat
- 『乱歩 夜の夢こそまこと展』 松坂屋名古屋本店
- 『地下室の古書展』 東京古書会館
- 『SETAGAYA 作家のいる風景』（写真作品常設展示） 世田谷文学館

2006
- 『夜の夢こそまこと 石塚公昭展』 銀座青木画廊
- 『文学サロン 乱歩 夜の夢こそまこと』（朗読ライブ） 世田谷文学館
- 『眼展』 銀座青木画廊
- 『人・形展』 丸善本店ギャラリー
- 田村写真10周年展（アップルフィールドギャラリー）ジャズ・ブルースシリーズのプリント、江戸川乱歩プラチナプリント、ロバート・ジョンソン人形展示

2009
- 大乱歩展（神奈川県立近代文学館）乱歩像および写真展示

2010
- 『一角獣の変身』（青木画廊）三島由紀夫像及び写真作品

2011
- 三島由紀夫オマージュ展「男の死」（ギャラリーオキュルス）
- 2011人形展（プランタン銀座）　小津安二郎、マルコムXなどを出品

2014
- 人生の岐路に立つあなたへ＋石塚公昭写真展（世田谷文学館）
- モダン藝術写真展　エドガー・アラン・ポーVS江戸川乱歩（Hasu no Hana)

2016
- 『深川の人形作家　石塚公昭の世界』(江東区深川江戸資料館）  　初の試みとして160〜230センチのプリントを30点出品した。
- 『エドガー・アラン・ポーＶＳ江戸川乱歩（オイルプリント）　』（大田区ギャラリーHasu No Hana)

2017
- つげ義春氏公認つげ義春トリビュート展 「拝啓つげ義春様」（前期：9/30-10/15　青山ビリケンギャラリー）に「ゲンセンカン主人」をテーマにした作品を出品

2018
- 『ピクトリアズム展III』銀座青木画廊
- 『石塚公昭幻想写真展―生き続ける作家たち』（銀座リコーイメージングスクエア東京）  　展示文学者：江戸川乱歩　森鴎外　夏目漱石　樋口一葉　泉鏡花　柳田國男　永井荷風　谷崎潤一郎  　宮沢賢治　村山槐多　稲垣足穂　太宰治　松本清張　中井英夫　三島由紀夫　澁澤龍彦　寺山修司
- 深川江戸資料館 特別展 『目で見る落語の世界』で落語家の人形を展示

2019
- 『我が肌に魚まつわれり』（文京区本郷　「金魚坂」）  　創業350年の金魚問屋にて室生犀星『蜜のあはれ』の世界を表現。朗読イベントも。

2020
- 没後50年・三島由紀夫へのオマージュ展　人形作家・写真家 石塚公昭「椿説 男の死」を、5月7日～6月7日の1か月にわたり、目黒のふげん社ギャラリーにて開催。

## TV・CM・書籍表紙その他
1982年
- 『麻世の真夜中デイト』 テレビ東京

1983年
- 『ニュースワイド』 NHK
- 『美の世界・アートナウ』 日本テレビ

1985年
- 『BRUTUS』 マガジンハウス
- 『ミッドナイトジャズ』（タイトルバック） テレビ東京

1987年
- 『イラストレーション』 玄光社
- 『ブルーノートJAZZヒストリー』 新潮社

1987年 - 1989年
- 『ブルーノートJAZZヒストリー続・続々』 東芝EMI

1987年
- 『ジャズ解体新書 後藤雅洋対談集』 JICC
- 『パネテックス』(TVCF) 文化シヤッター
- 『オーディオグラフィック』 NHK衛星

1988年
- 『EGO』高橋幸宏（アルバムジャケット） 東芝EMI

1988年
- スティービー・ワンダーに作品贈呈

1989年
- 『シュガー・ブルー ジャパン・ツアー』（パンフレット） シュガー・ブルーに作品贈呈

1990年
- 『BBキング ジャパン・ツアー』（ポスターその他） BBキングに作品贈呈

1997年
- 『ドール・フォーラム・ジャパン』 ドール・フォーラム・ジャパン事務局

1997年 - 1998年
- 『サントリーホワイト』（TVCF） サントリー

- 1997年

- 『トゥナイト2』 テレビ朝日
- 『痛快!エブリデイ』 関西テレビ
- 『MARQUIS』 No.9  ART&LIFESTYLE（ドイツ）
- 「写真の中で生きる人形」 日本経済新聞

1997年 - 2000年
- 『本格ミステリー ベスト10』 東京創元社

1999年
- 『太陽』「特集 人形愛」 平凡社

2000年
- 『神保町の怪人』 『古本街の殺人』 『古書収集十番勝負』紀田順一郎著 東京創元社

2001年
- 『突飛な芸人伝』吉川潮著 新潮社
- 『21世紀ジャズ読本』定成寛著 ブックマン社
- 『龍之介地獄変』小沢章友著 新潮社
- 『ASAGAYA FRIENDS』（CDジャケット） 東京あど弁舎
- 『JAPAN』「乱歩特集」 Hotei Publishing（オランダ）

2002年
- 『江戸川乱歩ふるさと発見五十年記念』（ポスター） 三重県名張市

2003年
- 『ビタミンF』（文庫版）重松清著 新潮社

2004年
- 『修羅の夏』新庄節美著 東京創元社
- 『月刊テラヤマ新聞』「人形作家・石塚公昭の偏愛的作品世界」 「月刊テラヤマ新聞」編集室

2005年
- 『乱歩 夜の夢こそまこと』石塚公昭著 パロル舎
- 著者に会いたい（朝日新聞9月4日読書面）
- 『知るを楽しむ』（江戸川乱歩像） NHK教育

2006年
- 『億萬長者夫人』（ポスター） （財）現代演劇協会
- 『知るを楽しむ』（寺山修司像） NHK教育
- THE　GOSPELIII（ヤマハ（株）大人の音楽推進西日本グループ）ポスター

2007年
- 『Object Glass 12』石塚公昭著 （風濤社）
- 中央公論adagio創刊号　『江戸川乱歩と浅草を行く』都営地下鉄101駅に設置 Ｂ全ポスター
- 藝術新潮6月号　INVITATION　石塚公昭がつくって、撮った偏愛の１２人
- NHK　ETV特集「ホワッツ テラヤマ～再考･団塊の青春」に寺山修司の人形を提供
- あがた森魚　惑星漂流６０周年展（ビリケンギャラリー）にイナガキ・タルホ写真作品出品

2010年
- HARMONICA　EXHIBITION（ロゴスギャラリー）にジャズ・ブルースシリーズを出展

2011年
・伊集院静『作家の遊び方』（双葉社）
2013年
- 『貝の穴に河童の居る事』泉鏡花・石塚公昭著（風濤社）
- 『笑う奴ほどよく眠る』（幻冬舎）吉本興業社長・大崎洋物語書籍表紙
- 『偏愛記』亀山郁夫著（新潮文庫）　ドストエフスキーを巡る旅　書籍表紙
- 『イカリーマン2』射志一世（新潮社）　表紙